# Брумберг Зінаїда Семенівна
Зінаїда Семенівна Брумберг (рос. Зинаида Семёновна Брумберг; 2 серпня 1900, Москва — 9 лютого 1983, там само) — радянський режисер і художник мультиплікаційного кіно, кінодраматург. Заслужений діяч мистецтв РРФСР (1968).
  
Молодша з сестер Брумберг, які створювали канони радянської мультиплікації.

## Біографія
Закінчивши ВХУТЕМАС (Вищі художньо-технічні майстерні) 1924 році, разом із іншими молодими художниками, вступила на службу в першу експериментальну мультиплікаційну майстерню при Державному технікумі кінематографії. До 1935 року разом із сестрою Валентиною Брумберг працювала в співавторстві з режисерами Миколою Ходатаєвим та Іваном Івановим-Вано, а з 1937 року розпочинає самостійну творчу діяльність на кіностудії «Союзмультфільм». Особливий інтерес у них викликали класичні літературні казки.
Найвідомішою роботою став мультфільм «Федя Зайцев» (1949), у якому поруч із квазіреалістічними, квазіоб'ємними фігурами вперше з'являється чоловічок, зображений на шкільній стіні піонером Федею, — елементарний малюнок «риска — риска — огірочок». У шістдесяті роки за допомогою цього чоловічка було порушено канон радянської мультиплікації, створений свого часу саме сестрами Брумберг.

## Нагороди на фестивалях
- Мультфільм «Виконання бажань» — III Міжнародний Фестиваль анімаційних фільмів в Аннесі (Франція), 1960 — Диплом .
- Мультфільм «День народження» — II Міжнародний Фестиваль короткометражних фільмів в Монтевідео (Уругвай), 1960 — удостоєний згадки.

## Мультфільми
- 1927 — «Даєш хороший лавком!»
- *1931 — «Автодорець»
- *1931 — «Блоха»
- 1932 — «Паровоз, лети вперед!»
- 1934 — «Цар Дурандай»
- 1935 — «Бабка і Мураха»
- 1937 — «Заєць-кравець»
- 1937 — «Червона Шапочка»
- 1938 — «Івашко та Баба-Яга»
- 1938 — «Кіт у чоботях»
- 1941 — «Журнал політсатіри № 2»
- 1943 — «Казка про царя Салтана»
- 1944 — «Синдбад — мореплавець»
- 1945 — «Пропала грамота»
- 1948 — «Казка про солдата»
- 1948 — «Федя Зайцев»
- 1949 — «Чудесний дзвіночок»
- 1950 — «Дівчина в цирку»
- 1951 — «Ніч перед Різдвом»
- 1953 — «Політ на Місяць»
- 1955 — «Острів помилок»
- 1955 — «Стьопа-моряк»
- 1957 — «Паличка — виручалочка»
- 1957 — «Виконання бажань»
- 1958 — «Таємниця далекого острова»
- 1959 — «День народження»
- 1960 — «Людину намалював я»
- 1961 — «Великі неприємності»
- 1963 — «Три товстуни»
- 1964 — «Хоробрий кравчик»
- 1965 — «За годину до побачення»
- 1966 — «Про злу мачуху»
- 1967 — «Машинка часу»
- 1968 — «Кіт у чоботях»
- 1969 — «Примхлива принцеса»
- 1970 — «Кентервільський привид»
- 1971 — «Вогонь»
- 1972 — «Чарівна паличка»
- 1973 — «Нові великі неприємності»
- 1974 — «З миру по нитці»